# Луарсаб (царевич Картли)
Царевич Луарсаб (также Хосро-мирза; груз.: ლუარსაბი ბატონიშვილი (ბაგრატიონი); убит в 1652 г.) — представитель царской династии Багратионов, был внуком царя Луарсаба I (1527—1556), и родственником царя Ростом-хана, который усыновил его и избрал наследником престола Картлийского царства.

## Происхождение
Луарсаб был сыном Картлийского царевича Вахтанга Симоновича и его жены, неизвестной по имени дочери князя (тавада) Давида Багратиона-Давитишвили. У него был брат, Вахтанг (Рустам-мирза; ум. в 1655 г.).
Царевич Луарсаб был потомком всех трех царских ветвей династии Багратионов; по отцу Луарсаб был внуком царя Картли, Луарсаба I, а по матери происходил из Кахетинского и Имеретинского Царского Дома.

## Биография
Луарсаб был по вероисповеданию мусульманином (шиитского толка) и проживал в Исфахане, столице Сефевидского Ирана.
В 1639 году он был усыновлен и назначен наследником престола Картлийского царства, двоюродным братом своего отца — пожилым царем Ростом-ханом, не имевшего собственных детей в виду своего глубокого возраста. С одобрения шаха, Луарсаба вывезли из Персии в Картли, за безопасный перевоз царевича отвечал князь Садавитишвило, Элизбар Багратион-Давитишвили, но местная знать возмутилась еще одним Багратионом, который был представителем персидской культуры, и не имел ничего общего с грузинской. При Ростом-хане имело место усиление влияния персидской культуры в стране, но христианство не ущемлялось, Ростом содействовал своей супруге царице Мариам в восстановлении поврежденных и разрушенных церквей.
В результате осложнений отношений между противящимися картлийскими феодалами, царевич Луарсаб был смертельно ранен пулей на охоте в роще Караиа.
Но не было у него сына и усыновил Луарсаба, сына Вахтанга, сына царя Свимона, приведя его из Испагана и его объявил сыном своим. Однако во время возведения моста Гатехили Ростом стоял в Хунани, и в один день Луарсаб вместе с преданными ему людьми ушел на охоту в рощу Караиа. И во время ружейной пальбы по оленьему стаду попала пуля в Луарсаба и умер он. Услышав об этом, Ростом опечалился сильно, ибо вымерло семя великого Луарсаба царя.Вахушти Багратиони, история царства Грузинского (ЖИЗНЬ И ДЕЯНИЯ ЦАРЕЙ КАРТЛИ ПОСЛЕ РАСПАДА ЦАРСТВА НА ТРИ ЦАРСТВА И ПЯТЬ КНЯЖЕСТВ)
Умирающий Луарсаб скончался на глазах у скорбящего Ростом-хана. Останки принца были захоронены в Ардебиле.

## Семья
Царевич Луарсаб был женат на Тамар, дочери князя Адам-султана Андроникашвили, члена шахской элитной гвардии гулямов, от неизвестной по имени княжны, сводной сестры царя Ростома. Хотя историк XVIII века Вахушти Багратиони сообщает, что со смертью Луарсаба «род великого царя Луарсаба пресекся», у царевича были сын Георгий (1652 г.) и внук Хосро (1700 г.).

## Последствия убийства
Ростом заподозрил, что смерть его преемника не была несчастным случаем, в результате чего потребовал расследование в Исфахане, но из этого ничего не вышло, поскольку правительство шаха было занято войной в Кандагаре.
Тем временем князь Шиош Бараташвили объявил князя Баиндура Туманишвили возможным убийцей и публично осудил его, выбрав судебный поединок в качестве решающего слова, в Тбилиси.
Князь Баиндур Туманишвили был ранен, однако выиграл дуэль, и в следствие этого, был оправдан. Шиош Бараташвили, также раненный, но побежденный, был брошен в темницу Ростом-ханом, но позже был помилован, и, как говорится в «Грузинской Парижской хронике» XVIII века, царевич Луарсаб «остался неотмщенным».
После потери наследника Ростом-хан намеревался усыновить брата покойного князя Луарсаба, Вахтанга (Рустам-мирзу, ум. 1655) и, к огорчению многих грузин, выдать ему в жены вдову Луарсаба. Вахтанг, служивший шаху в качестве префекта Казвина и имеющий перед собой пример своего брата, сопротивлялся.
Прибыв в Исфахан в 1655 году, посланник Ростома, Бахута, князь Мухранский, застал князя Вахтанга уже мертвым от неизвестной болезни (по иным сведениям, он был отравлен по заказу кахетинского царя Теймураза).
Через три года князь Мухранский будет объявлен наследником Картлийского престола Ростом-ханом, под именем Вахтанг V Бахута.